# یوسف شهلی‌بر
یوسف شهلی‌بر کودک پنج ساله بلوچ بود که در پی تیراندازی مستقیم مأموران یگان تکاوری در منطقه چاه جمال ایرانشهر به خودروی حامل اعضای خانواده او در شامگاه سه‌شنبه هفتم اسفند ۱۴۰۳ کشته شد. مادر باردار ۳۲ ساله او هم در این تیراندازی زخمی شد و سقط جنین کرد.

## شرح حادثه
شامگاه سه‌شنبه هفتم اسفند ۱۴۰۳ یوسف پس از اصابت پنج گلوله به بدنش در بیمارستان به دلیل نبود پزشک جراح برای چند ساعت جان خود را از دست داد. عکس‌ها و ویدیوهایی از این کودک بر تخت بیمارستان منتشر شده است. مادر وی در بخش آی‌سی‌یو 
بیمارستان خاتم‌الانبیا در ایرانشهر بستری شد.

## واکنش‌ها
فرمانده انتظامی سیستان و بلوچستان، این تیراندازی را از سوی «افراد ناشناس» عنوان کرد و گفت «دستور ویژه» برای بررسی حادثه داده است. در ویدئویی که نزدیکان یوسف منتشر کرده‌اند دیده می‌شود که در بیمارستان ایرانشهر به نبود پزشک معترضند و یک نفر می‌گوید: «بچه خودم است، اسرائیل او را نکشته، نیروهای جمهوری اسلامی کشتند… باز هم بگویید اسرائیل کودک‌کش است.» خبرگزاری تسنیم «به کُما رفتن» مادر این کودک را تکذیب کرده است.
رسانه‌های بلوچ همچنین از فشار «ارگان‌های نظامی و امنیتی» بر خانواده این کودک برای تکذیب تیراندازی یگان تکاوری خبر دادند. به نوشته این رسانه‌ها رامین شهلی‌بر، راننده این خودرو که نسبت خانوادگی با این کودک و مادر دارد ابتدا با ضرب و شتم بازداشت و به قید وثیقه آزاد شد. تسنیم با اشاره به تصاویر او در مراسم خاکسپاری این کودک، بازداشت او را تکذیب کرد. عموی یوسفِ شهلی‌بُر گفته است که «انتظار پیگیری حادثه فوت یوسف را داریم».
مولوی عبدالحمید، امام جمعه زاهدان، از مسئولان قضایی خواست هرچه سریعتر به این مسئله رسیدگی و با مأموران خاطی طبق قانون برخورد کنند. او گفت: «اگر مجرمی فرار کند، بهتر از آن است که با تیراندازی، برای خود و دیگران مشکلات ایجاد کنید و افراد بی‌گناه کشته شوند».
دادستان زاهدان در گفتگو با ایسنا اعلام کرد ۹ مأمور انتظامی پس از تحقیقات در ارتباط با پرونده کشته‌شدن یوسف شهلی‌بر، بازداشت شده‌اند. وی گفت «با خاطیان برخورد لازم صورت می‌گیرد».
سازمانهای حقوق بشری از جمله «کمپین فعالین بلوچ» با انتشار بیانیه‌ای مشترک، این تیراندازی را محکوم کرده و آن را بخشی از «خشونت سیستماتیک علیه مردم بلوچستان، به ویژه کودکان بلوچ» دانستند.